# یدوسیانوپیندولول
یدوسیانوپیندولول (انگلیسی: Iodocyanopindolol) (INN) دارویی مربوط به پیندولول است که هم به عنوان آنتاگونیست گیرنده β۱ آدرنرژیک و هم به عنوان آنتاگونیست گیرنده 5-HT1A عمل می‌کند. مشتق نشاندار رادیویی 125I آن به‌طور گسترده در نقشه‌برداری توزیع گیرنده‌های آدرنرژیک بتا در بدن استفاده شده‌است.